# UFC 165
UFC 165: Jones vs. Gustafsson（ユーエフシー・ワンシックスティファイブ：ジョーンズ・バーサス・グスタフソン）は、アメリカ合衆国の総合格闘技団体「UFC」の大会の一つ。2013年9月21日、カナダ・オンタリオ州トロントのエア・カナダ・センターで開催された。

## 大会概要
本大会ではUFC世界ライトヘビー級タイトルマッチとUFC世界バンタム級暫定タイトルマッチが組まれた。
元EliteXC世界バンタム級王者ウィルソン・ヘイスがUFCデビュー。

### カード変更
負傷などによるカードの変更は以下の通り。
- マーク・ボーチェック → ジェシー・ロンソン（第3試合）

- 山本"KID"徳郁 → ウィルソン・ヘイス（第7試合）

## 試合結果

### アーリープレリム
第1試合 ヘビー級ワンマッチ 5分3R
○  ダニエル・オミェランチェク vs.  ナンドール・ゲルミーノ ×
3R 3:18 KO（左フック）
第2試合 バンタム級ワンマッチ 5分3R
○  アレックス・カセレス vs.  ローランド・デローム ×
3R終了 判定2-1（29-28、28-29、29-28）
第3試合 ライト級ワンマッチ 5分3R
○  ミチェル・プラゼレス vs.  ジェシー・ロンソン ×
3R終了 判定2-1（28-29、29-28、29-28）

### プレリミナリーカード
第4試合 ライト級ワンマッチ 5分3R
○  ジョン・マクデッシ vs.  レニー・フォート ×
1R 2:01 KO（右フック→パウンド）
第5試合 バンタム級ワンマッチ 5分3R
○  ミッチ・ガニョン vs.  ダスティン・キムラ ×
1R 4:05 TKO（ギロチンチョーク）
第6試合 ウェルター級ワンマッチ 5分3R
○  スティーブン・トンプソン vs.  クリス・クレメンツ ×
2R 1:27 TKO（スタンドパンチ連打）
第7試合 バンタム級ワンマッチ 5分3R
○  ウィルソン・ヘイス vs.  アイヴァン・メンジバー ×
3R終了 判定3-0（29-28、29-28、29-28）
第8試合 ライト級ワンマッチ 5分3R
○  マイルズ・ジュリー vs.  マイク・リッチ ×
3R終了 判定2-1（29-28、28-29、29-28）

### メインカード
第9試合 ライト級ワンマッチ 5分3R
○  ハビブ・ヌルマゴメドフ vs.  パット・ヒーリー ×
3R終了 判定3-0（30-27、30-27、30-27）
第10試合 ミドル級ワンマッチ 5分3R
○  フランシス・カーモン vs.  コンスタンティノス・フィリッポウ ×
3R終了 判定3-0（30-27、30-27、30-26）
第11試合 ヘビー級ワンマッチ 5分3R
○  ブレンダン・シャウブ vs.  マット・ミトリオン ×
1R 4:06 TKO（ダースチョーク）
第12試合 UFC世界バンタム級暫定タイトルマッチ 5分5R
○  ヘナン・バラオン vs.  エディ・ワインランド ×
2R 0:35 TKO（右バックスピンキック→パウンド）
※バラオンが2度目の防衛に成功。
第13試合 UFC世界ライトヘビー級タイトルマッチ 5分5R
○  ジョン・ジョーンズ vs.  アレクサンダー・グスタフソン ×
5R終了 判定3-0（48-47、48-47、49-46）
※ジョーンズが6度目の防衛に成功。

### 各賞
ファイト・オブ・ザ・ナイト： ジョン・ジョーンズ vs. アレクサンダー・グスタフソン
ノックアウト・オブ・ザ・ナイト： ヘナン・バラオン
サブミッション・オブ・ザ・ナイト： ミッチ・ガニョン
各選手にはボーナスとして5万ドルが支給された。